# Kienast Ferenc
Kienast Ferenc (Budapest. 1879. szeptember 15.–Casablanca, Marokkó, 1953. december 16.), bélgyáros, hegymászó, budapesti kereskedő, svájci főkonzul Magyarországon, a Magyar Hegymászók Egyesülete elnöke, a Királyi Magyar Automobil Club egyik alelnöke, a Királyi Magyar Yacht Club I. földvári osztály kapitánya.

## Élete
Családja Svájcból költözött Magyarországra, a magyar mellett megtartotta svájci állampolgárságát is. Apja a svájci születésű idősebb Kienast Ferenc (1843–1928), bélgyáros, a "Kienast és Bäuerlein Bélgyár" bélnagykereskedő cég alapítója, bérháztulajdonos, anyja Meyer Erzsébet (1852–1944). Kienast Ferenc svájci főkonzulnak a nővére Kienast Berta (1875–1959), akinek a férje dr. Ihrig Lajos (1864–1923), a Ferenc József kereskedelmi kórház igazgató főorvosa.

## A svájci főkonzul
Az Osztrák–Magyar Monarchia felbomlása után a Svájci Államszövetség a diplomáciai képviselet kérdését takarékossági okokból úgy oldotta meg, hogy továbbra is a bécsi követsége maradt illetékes Magyarország ügyében. A magyar kormány minden további nélkül egyetértett ezzel a megoldással, így Kienast Ferenc, a már Magyarországon született svájci kereskedő változatlan formában folytatta 1912 óta betöltött főkonzuli hivatalának ellátását. Kienast, a nem hivatásos diplomata személyében a kolóniát olyan főkonzul képviselte, aki belülről ismerte a magyarországi életet, így képes volt a bécsi követségen keresztül a svájci hatóságok felé hitelesen megfogalmazni a Magyarországon letelepedett svájciak igényeit. A szokásos konzuli tevékenység mellett a főkonzulátus feladataihoz tartozott a szövetségi kormányzat és a kantonok részéről a rászoruló svájci polgárok számára juttatott rendszeres segélyek továbbítása. A bécsi svájci követséghez fűződő kapcsolatokat az ottani követ rendszeres magyarországi látogatásai erősítették. Kienast Ferenc 1931 júniusától orvosi kezelés alatt állt, és feladatait nem tudta ellátni, ezért 1933 januárjáig Paul Frossard hivatásos konzul, majd Frédéric Werner Zuber konzulhelyettes vette át a budapesti konzulátus vezetését. Kienast 1933 októberétől újra folytatta hivatali tevékenységét, Frossard azonban a budapesti főkonzulátuson maradt. A budapesti svájci képviselet 1936-tól diplomáciai hivatalként (kancelláriaként) működött, amelyet 1938-ig Eugène Broye ügyvivő irányított. Kienast Ferenc főkonzul egészen a követség 1945-ös bezárásáig gazdasági tanácsadó minőségben a képviselet kötelékében maradt.

## A hegymászó
1907 és 1910 között részben hegyi vezetőkkel, részben nélkülük több új utat mászott:
- Triumetal, Ny-i fal a Nefcer-völgyből, (Kienast F. és W. Wanjura, 1905. augusztus 10.)
- Ruman-csúcs, ÉNy-i gerinc, lemenet a Ganek-résbe, (Kienast F., A. Martin és W. Wanjura - Breuer J. és Spitzkopf P. vezetőkkel, 1905. augusztus 14.)
- Kis-Viszoka, É-i gerinc a Rovátkáról, (Kienast F. - Breuer J. és Spitzkopf U. P. hegyivezetőkkel, 1907. augusztus 7.)
- Gerlachfalvi-csúcs a Felkai-völgyből, Kienast út, (Kienast F. - Breuer J. és Spitzkopf U. P. vezetőkkel, 1907. augusztus 1.)
- Batizfalvi-gerinc, Ny-i gerinc a Keleti-Kacsavölgyi-csorbából, (Kienast F. - Breuer J. és Spitzkopf U. P. vezetőkkel, 1907. augusztus 8.)
- Batizfalvi-gerinc, K-i gerinc a Batizfalvi-horhosból, (Kienast F. - Breuer J. és Spitzkopf U. P. vezetőkkel, 1907. augusztus 8.)
- Sárkány-fal, DK-i gerinc az Omladék-völgyből, (Kienast F., Komarnicki R. és Wanjura W., 1910. augusztus 8.)
- Hlinszka-torony, K-i fal a Menguszfalvi-völgyből, (Kienast F.- ifj. Spitzkopf P. vezetővel, 1910. augusztus 31.)

1901-ben Wanjura W.-vel az elsők között próbálkozott a Ganek-karzaton, az úgynevezett Wanjura-falig jutottak fel.
1928 és 1939 között a Magyar Hegymászók Egyesülete elnöke volt. Az I. világháború után többé nem mászott hegyet lábbetegsége miatt. 1951-ben Budapestről kitelepítették, de svájci diplomáciai beavatkozás után elköltözhetett Magyarországról.

## Házasságai és leszármazottjai

Kienast Ferenc svájci főkonzulné Prückler Margit (1878–†?)

1904. március 3-án Budapesten feleségül vette az ágostai hitvallású polgári származású Mentsik Margit Krisztina (*Budapest, 1885. augusztus 6.–†Budapest, 1972. április 29.) kisasszonyt, akinek a szülei dr. Mentsik Ferenc (1854–1917), miniszteri tanácsos, a m. kir. Állami Munkásbiztosítási Hivatal másodelnöke, okl. mérnök, az Országos ipartanács tagja, és a nemesi származású ollétejedi Ollé Amália (1861–1930) voltak. Az anyai nagyszülei ollétejedi Ollé Lajos (1813–1887), köz- és váltó-ügyvéd, herceg Pálffy és gróf Zichy családok uradalmi ügyésze, Pozsony vármegye alispánja, a pozsonyi ügyvédi kamara másodelnöke, és Brandtner Amália (1822–1875) voltak. Az ollétejedi Ollé család egy ősrégi nemesi család, amelynek az őse 1498-ban II. Ulászló magyar királytól kapott adományt. Leszármazottjai  ollétejedi Ollé Ferenc, András, János, Mihály 1740. augusztus 8-án új földbirtokadományt szereztek Olletejedre, Ellőtejedre, és Missetejedre III. Károly magyar királytól. Kienast Ferenc és Mentsik Margit frigyéből született:
- Kienast Ferenc (*Budapest, 1905. december 29.), gyáros, kereskedő. Neje: Vangel Klára (*Budapest, 1913. február 21.)[16]
- Kienast Ágnes (*1908–Budapest, 1909. július 31.)[17]
- Kienast Klára

Kienast Ferenc és Mentsik Margit 1911. május 6-án váltak el. Alig egy évvel később Mentsik Margit és a szintén elvált Kertész Károly Róbert kereskedő, 1912. április 29-én kötöttek házasságot Budapesten. Kienast Ferenc közel 9 évig elvált állapotban élt, amíg nem vette el a második nejét.
1920. augusztus 31-én Budapesten, feleségül vette a régi pesti római katolikus nagypolgári Prückler családból való Prückler Margit Lujza Emma (*Ferencváros, Budapest, 1878. július 7.–†1944. után) asszonyt, Kertész Nándor (1872–1918), kereskedő özvegyét, akinek a szülei Prückler László (1847–1929), pezsgőgyár-tulajdonos, politikus, fővárosi törvényhatósági bizottság tag, a Prückler Ignácz Magyarország első rum-, likőr- és pezsgőgyára társtulajdonosa és Oberhauser Ilka (1856–1883) voltak. Az apai nagyszülei Prückler Ignác (1809-1876), fűszerkereskedő, pesti polgár, pezsgőgyáros, a magyar kereskedelmi bank, az osztrák nemzeti bank, az első hazai takarékpénztár és az első magyar általános biztosító társulat igazgató tanácsosa, és Wagner Lujza (1815-1883) voltak. Kienast Ferencné Prückler Margitnak két leánytestvére volt: Prückler Lujza (1879–1917), akinek a férje noszlopi Noszlopy Aladár (1875–1958), fővárosi adóhivatali főtanácsos, székesfővárosi főjegyző, máltai lovag, valamint Prückler Ilona (1881–1966), akinek a férje dr. Illyefalvi I. Lajos (1881–1944) statisztikus, kormány-főtanácsos. Az apai nagybátyja Ifjabb Prückler Ignác (1840–1919), fűszerkereskedő, pezsgőgyáros, az Országos Iparegyesület tagja, a Gyarmatáru-kereskedők Országos Szövetsége alelnöke, Magyar Kereskedelmi Csarnok szeszes italok szakosztályának az elnöke, bérház tulajdonos. Kienast Ferencné Prückler Margit apjának az elsőfokú unokatestvére, Prückler Klára (1833-1907), akinek a férje Topits József (1824–1876), Topits József fia Első magyar gőztésztagyár alapítója és tulajdonosa. Kienast Ferenc és Prückler Margit frigyéből nem született gyermek.